# 六島 (長崎県)
六島（むしま、むつしま、ろくしま）は、長崎県北松浦郡小値賀町の島。小値賀火山島群のひとつで、ほぼ円形の平面をみせる。
野崎島の北に位置する 有人の島であり、世帯数9、人口22（2010年10月1日現在）。小値賀島を本島とする属島で、小値賀島南部の笛吹港から旅客船が1日に2便運行している（2006年10月1日改正ダイヤ）
応永6年の銘がある鰐口を蔵す六島観音堂があり、この鰐口は長崎県内最古という。

五島列島